# Сушина
Сушина (болг. Сушина) — село в Болгарии. Находится в Шуменской области, входит в общину Вырбица. Население составляет 299 человек.

## Политическая ситуация
В местном кметстве Сушина, в состав которого входит Сушина, должность кмета (старосты) исполняет Димитр  Петров Димитров (Болгарская социалистическая партия (БСП)) по результатам выборов правления кметства.
Кмет (мэр) общины Вырбица — Исмаил Мехмед Движение за права и свободы (ДПС)) по результатам выборов в правление общины.